# Eduard Hahn (Theologe)
Heinrich Gottfried Eduard Hahn (* 6. Mai 1824 in Hildesheim; † 19. Februar 1901 ebenda) war ein deutscher lutherischer Theologe, Konsistorialrat und Generalsuperintendent der Generaldiözese Hildesheim.

## Leben
Hahn, ein Sohn des Kanzlisten bei der Landdrostei Georg Christian Hahn, besuchte die Sandvoßschule und das Gymnasium Andreanum in Hildesheim. Nach dem Abitur (1841) studierte er Theologie und Philosophie in Göttingen und Halle. Im April 1845 bestand er das Examen praevium. Er erhielt 1845 eine Stelle als Hauslehrer in Rethen (Leine), 1848 in Marienrode bei Hildesheim. Im Oktober 1850 wurde er Rektor in Uslar, 1862 zweiter Pastor (Kaplan) in Pattensen, 1869 Superintendent in Bockenem, 1872 kurzzeitig Superintendent in Sehlde. Noch im gleichen Jahr wurde er Stadtsuperintendent und Pastor an St. Andreas in Hildesheim sowie Generalsuperintendent der Generaldiözese Hildesheim und Mitglied des Konsistoriums in Hannover.
Hahn war Vorsitzender des Gustav-Adolf-Vereins in Hildesheim. Er war seit 1850 verheiratet mit Emilie geb. Perl (1817–1890). Aus der Ehe entstammte der Sohn Albert Hahn (1858–1932), Superintendent in Hildesheim.